# Pepas
Singles de Farruko
Aire
(2021) Me Pasé
(2021)
Pepas est une chanson du chanteur portoricain Farruko, sortie le 24 juin 2021, et extraite de son album La 167 . Elle atteint la 1re place du Billboard Dance/Electronic Songs.

## Genèse
Farruko a appelé la chanson une "expérimentation totale". Il a rassemblé plusieurs personnes dans un studio et leur a demandé de chanter un chant de supporter qui ressemblerait à un chœur d'église.

## Liste des pistes
| 1. | Pepas | 3:47 |

| 1. | Pepas (David Guetta Radio Edit) | 2:51 |

| 1. | Pepas (David Guetta Remix) | 4:24 |

| 1. | Pepas (Tiësto Remix) | 3:43 |

| 1. | Pepas (Robin Schulz Remix) | 4:40 |

| 1. | Pepas (David Guetta Remix)       | 4:24 |
| 2. | Pepas (Tiësto Remix)             | 3:43 |
| 3. | Pepas (Robin Schulz Remix)       | 4:40 |
| 4. | Pepas (Steve Aoki Radio Edit)    | 3:55 |
| 5. | Pepas (Benny Benassi Radio Edit) | 3:00 |

| 1. | Pepas (Dennis, Kvsh & The OtherZ Remix)      | 4:20 |
| 2. | Pepas (Dennis, Kvsh & The OtherZ Radio Edit) | 3:20 |

## Classements hebdomadaires
| Classements (2021-2022)                 | Meilleure position |
| --------------------------------------- | ------------------ |
| Allemagne (Media Control AG)            | 11                 |
| Argentine (Hot 100)                     | 3                  |
| Autriche (Ö3 Austria Top 40)            | 9                  |
| Belgique (Flandre Ultratop 50 Singles)  | 2                  |
| Belgique (Wallonie Ultratop 50 Singles) | 3                  |
| Bolivie (Monitor Latino)                | 3                  |
| Canada (Hot 100)                        | 23                 |
| Chili (Monitor Latino)                  | 7                  |
| Colombie (Monitor Latino)               | 8                  |
| Colombie (National-Report)              | 2                  |
| Costa Rica (Monitor Latino)             | 4                  |
| Danemark (Tracklisten)                  | 12                 |
| République dominicaine (SODINPRO)       | 3                  |
| République dominicaine (Monitor Latino) | 4                  |
| Équateur (Monitor Latino)               | 2                  |
| Espagne (PROMUSICAE)                    | 1                  |
| États-Unis (Hot 100)                    | 25                 |
| États-Unis (Hot Dance/Electronic Songs) | 1                  |
| États-Unis (Hot Latin Songs)            | 1                  |
| France (SNEP)                           | 3                  |
| France (Digital Songs)                  | 5                  |
| Guatemala (Monitor Latino)              | 5                  |
| Honduras (Monitor Latino)               | 1                  |
| Hongrie (Rádiós Top 40)                 | 19                 |
| Hongrie (Single Top 40)                 | 6                  |
| Hongrie (Stream Top 40)                 | 5                  |
| Irlande (IRMA)                          | 79                 |
| Israël (Media Forest)                   | 1                  |
| Italie (FIMI)                           | 5                  |
| Lituanie (Agata)                        | 20                 |
| Mexique Streaming (AMPROFON)            | 2                  |
| Mexique Airplay (Billboard)             | 28                 |
| Nicaragua (Monitor Latino)              | 1                  |
| Norvège (VG-lista)                      | 17                 |
| Panama (Monitor Latino)                 | 7                  |
| Paraguay (Monitor Latino)               | 3                  |
| Paraguay (SGP)                          | 1                  |
| Pays-Bas (Nederlandse Top 40)           | 2                  |
| Pays-Bas (Single Top 100)               | 1                  |
| Pérou (Monitor Latino)                  | 1                  |
| Pologne (ZPAV)                          | 28                 |
| Portugal (AFP)                          | 1                  |
| Roumanie (UPFR)                         | 1                  |
| Salvador (Monitor Latino)               | 1                  |
| Slovaquie (IFPI Rádio)                  | 7                  |
| Slovaquie (IFPI Singles Digitál)        | 6                  |
| Suède (Sverigetopplistan)               | 20                 |
| Suisse (Schweizer Hitparade)            | 1                  |
| Tchéquie (IFPI Rádio)                   | 34                 |
| Tchéquie (IFPI Singles Digitál)         | 19                 |
| Uruguay (Monitor Latino)                | 12                 |
| Venezuela (Monitor Latino)              | 8                  |

## Dans la culture populaire
La chanson a été utilisée par la Saison 2021-2022 du Heat de Miami en tant qu'hymne de l'équipe pendant la saison.

## Certifications
| Région | Certification       | Ventes/Streams |
| --- | ------------------- | -------------- |
| Allemagne (BM) | 3 × Or              | 200 000^       |
| Belgique (BEA) | Platine             | 40 000*        |
| Brésil (ABPD) | 2 × Platine         | 40 000*        |
| Danemark (IFPI) | Platine             | 45 000^        |
| Espagne (PME) | 6 × Platine         | 200 000^       |
| États-Unis (RIAA) | 8 × Platine (Latin) | 480 0001^      |
| France (SNEP) | Diamant             | 333 333*       |
| Italie (FIMI) | 3 × Platine         | 140 000*       |
| Mexique (AMPFV) | Diamant             | 420 000^       |
| Portugal (AFP) | 5 × Platine         | 30 000x        |
| Suisse (IFPI) | 5 × Platine         | 60 000x        |
| *Ventes selon la certification ^Mise en rayon selon la certification xNon précisé par la certification ‡ventes/streaming selon la certification |                     |                |